# Lispocephala aemulata
Lispocephala aemulata är en tvåvingeart som beskrevs av Huckett 1973. Lispocephala aemulata ingår i släktet Lispocephala och familjen husflugor.
Artens utbredningsområde är Maine. Inga underarter finns listade i Catalogue of Life.